# Уолкер, Курт
Курт Уолкер (род. 7 марта 1995, Лисберн) — ирландский боксёр. Чемпион Европейских игр 2019 года в весовой категории до 56 кг. Бронзовый призёр чемпионата Европы 2017 года. Член сборной Ирландии по боксу.

## Карьера
Курт Уолкер выступает в наилегчайших весовых категориях. Его самые большие успехи в юношеском спорте было: третье место на чемпионате мира среди юниоров 2012 года в Ереване и второе место на молодёжном чемпионате Европы 2013 года в Роттердаме.
На Европейских играх 2015 в Баку, он проиграл уже в первом поединке россиянину Бахтовару Назирову.
В 2017 году он победил в национальном чемпионате. Принял участие в чемпионате Европы 2017 года в Харькове, где завоевал бронзовую медаль. Участник мирового первенства 2017 года в Гамбурге, уступил в первом круге.
В 2018 году на Играх Содружества в Австралии, он выиграл серебряную медаль.
На Европейских играх в Минске сумел завоевать золотую медаль, в решающем поединке победил украинского боксёра Николая Буценко.